# إلسا بنهام
إلسا بنهام (بالإنجليزية: Elsa Benham) (20 نوفمبر 1908 - 20 أبريل 1995م) ممثلة أمريكية في عصر السينما الصامتة.

## روابط خارجية
- إلسا بنهام على موقع IMDb (الإنجليزية)
- إلسا بنهام على موقع أول موفي (الإنجليزية)
- إلسا بنهام على موقع كينوبويسك (الروسية)